# لويس باركر (سياسي)
لويس باركر (بالإنجليزية: Lewis Barker)‏ هو سياسي أمريكي، ولد في 18 فبراير 1818 في إيكستر في الولايات المتحدة، وتوفي في 9 أكتوبر 1890 في بانجور في الولايات المتحدة. حزبياً، نشط في الحزب الجمهوري. وقد انتخب رئيس مجلس نواب ولاية مين ‏ (1867 – 1868) وانتخب عضو مجلس ولاية مين.